# Реверсі

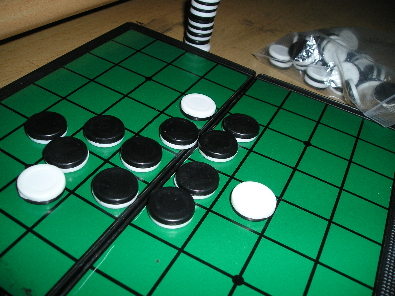
У грі використовуються 64 фішки, пофарбовані з різних сторін в контрастні кольори, наприклад, в білий і чорний.

 Реверсі (інша назва —отелло) — настільна гра для двох на спеціальній дошці 8 на 8 клітин.

## Правила
Для гри використовують квадратну дошку розміром 8 × 8 клітин (всі клітини можуть бути одного кольору) і 64 спеціальні фішки, пофарбовані з різних сторін у контрастні кольори, наприклад, в білий та чорний. Клітини дошки пронумеровані від верхнього лівого кута: вертикалі — латинськими літерами, горизонталі — цифрами (власне кажучи, можна використовувати й шахівницю). Один з гравців грає білими, другий — чорними. Роблячи хід, гравець ставить фішку на клітку дошки «своїм» кольором догори.
На початку гри в центр дошки виставляються 4 фішки: чорні на d5 та e4, білі на d4 та e5.
- Перший хід роблять чорні. Далі гравці ходять за чергою.
- Роблячи хід, гравець повинен поставити свою фішку на одну з клітин дошки таким чином, щоб між цією поставленою фішкою та однієї з наявних уже на дошці фішок його кольору знаходився безперервний ряд фішок суперника, горизонтальний, вертикальний або діагональний (іншими словами, щоб безперервний ряд фішок суперника виявився «Закритий» фішками гравця з обох сторін). Всі фішки суперника, що потрапляють в «закритий» при цьому ряд, перевертаються на інший бік (змінюють колір) і вже належать гравцю, що цей хід виконував.
- Якщо внаслідок одного ходу «закривається» одночасно більш ніж один ряд фішок супротивника, то перевертаються всі фішки, які опинилися у всіх «закритих» рядах.<, наприклад, на ілюстрації при ході чорнихd3перекинуться фішкиd4іe4-->
- Гравець має право вибирати будь-який з можливих для нього ходів. якщо гравець має можливі ходи, він не може відмовитися від ходу. Якщо гравець не має допустимих ходів, то хід переходить до суперника.
- Гра припиняється, коли на дошку виставлені всі фішки або коли жоден з гравців не може зробити ходу. Після закінчення гри проводиться підрахунок фішок кожного кольору, і гравець, чиїх фішок на дошці розташовано більше, оголошується переможцем. У разі однакової кількості фішок зараховується нічия.

## Основи стратегії
Реверсі є стратегічною грою, схожою з шашками та шахами. Так само як і в шахах, прийнято розділяти партію на три частини: дебют (початок), мітельшпіль (середина гри) і ендшпіль (кінцівка). Однак, на відміну від шахів, кількість можливих дебютів тут набагато менша, і всі вони легко запам'ятовуються. Всі більш-менш серйозні гравці знають дебюти на 5-6 ходів наперед, щоб уникнути заздалегідь програшних ходів на даній стадії. Міттельшпиль, мабуть, є «найвільнішою», але й складною частиною гри, коли становище можна або зміцнити, або змінити на свою користь. Попри це, багато, здавалося б програних в мітельшпілі партій набувають нових якостей при вступі в кінцеву стадію гри — ендшпіль. Золоте правило кінцівки — не поспішати та рахувати. Рахувати потрібно ті фішки, які додаються до кінцевого результату гри. Кількість кінцевих позицій залежить від того, з якого ходу починати рахувати, і саме тому комп'ютери грають набагато краще людей — вони в змозі прорахувати всі можливі варіанти (їх, за комп'ютерними мірками, небагато) та завжди вибирають той, при якому комп'ютер захоплює більше фішок ніж людина.
Існує достатньо багато різних стратегій гри в реверсі, і вибір визначається рівнем підготовки та нахилами гравця. Найпростішим для новачків може бути захоплення кутових клітин дошки, які згодом уже неможливо «перефарбувати» в інший колір, і послідовне захоплення дошки у напрямку центру. Більш просунутою тактикою вважається обмеження можливих ходів суперник: створюється позиція, в якій суперник вимушений робити ходи, які влаштовують гравця, і гра проходить в зручному для гравця руслі. Зазвичай, більшість японських майстрів вирізняється саме цією, відшліфованою до нюансів, тактикою. Ще більш просунутою є тактика «темпів» (англ. temp), яку можна охарактеризувати правилом «відбери у противника його найвигідніші ходи і зроби їх своїми». Ця стратегія вимагає, однак, надзвичайно сильного «відчуття позиції».
Але зрештою, попри наявність розроблених стратегічних принципів, найважливішим компонентом успіху є досвід. Тільки досвід дає стабільність, з якою приходить відчуття розуміння гри та її тонкощів.
Познайомитися докладніше зі стратегією та тактикою гри можна за книгою Брайана Роуза «Отелло: хвилина щоб вивчити... все життя щоб вдосконалитись».

## Історія
Гра була винайдена у Великій Британії 1880 року та користувалася великою популярністю, але згодом була забута. Відродили її в Японії, де вона 1971 року під назвою  отелло  знову стала популярною. З 1977 року регулярно проходять чемпіонати світу з реверсі.

### Чемпіонати світу
| Рік  | Місце проведення | Чемпіон світу     | Країна     | Команда         | Срібний призер          | Країна          |
| ---- | ---------------- | ----------------- | ---------- | --------------- | ----------------------- | --------------- |
| 1977 | Монте-Карло      | Sylvain Perez     | Франція    | —               | Michel Rengot Blanchard | Франція         |
| 1978 | Нью-Йорк         | Hidenori Maruoka  | Японія     | —               | Carol Jacobs            | США             |
| 1979 | Рим              | Hiroshi Inoue     | Японія     | —               | Jonathan Cerf           | США             |
| 1980 | Лондон           | Jonathan Cerf     | США        | —               | Takuya Mimura           | Японія          |
| 1981 | Брюссель         | Hidenori Maruoka  | Японія     | —               | Brian Rose              | США             |
| 1982 | Стокгольм        | Kunihiko Tanida   | Японія     | —               | David Shaman            | США             |
| 1983 | Париж            | Ken'Ichi Ishii    | Японія     | —               | Imre Leader             | Велика Британія |
| 1984 | Мельбурн         | Paul Ralle        | Франція    | —               | Ryoichi Taniguchi       | Японія          |
| 1985 | Афіни            | Masaki Takizawa   | Японія     | —               | Paolo Ghirardato        | Італія          |
| 1986 | Токіо            | Hideshi Tamenori  | Японія     | —               | Paul Ralle              | Франція         |
| 1987 | Мілан            | Ken'Ichi Ishii    | Японія     | США             | Paul Ralle              | Франція         |
| 1988 | Париж            | Hideshi Tamenori  | Японія     | Велика Британія | Graham Brightwell       | Велика Британія |
| 1989 | Варшава          | Hideshi Tamenori  | Японія     | Велика Британія | Graham Brightwell       | Велика Британія |
| 1990 | Стокгольм        | Hideshi Tamenori  | Японія     | Франція         | Didier Piau             | Франція         |
| 1991 | Нью-Йорк         | Shigeru Kaneda    | Японія     | США             | Paul Ralle              | Франція         |
| 1992 | Барселона        | Marc Tastet       | Франція    | Велика Британія | David Shaman            | Велика Британія |
| 1993 | Лондон           | David Shaman      | США        | США             | Emmanuel Caspard        | Франція         |
| 1994 | Париж            | Masaki Takizawa   | Японія     | Франція         | Karsten Feldborg        | Данія           |
| 1995 | Мельбурн         | Hideshi Tamenori  | Японія     | США             | David Shaman            | США             |
| 1996 | Токіо            | Takeshi Murakami  | Японія     | Велика Британія | Stephane Nicolet        | Франція         |
| 1997 | Афіни            | Makoto Suekuni    | Японія     | Велика Британія | Graham Brightwell       | Велика Британія |
| 1998 | Барселона        | Takeshi Murakami  | Японія     | Франція         | Emmanuel Caspard        | Франція         |
| 1999 | Мілан            | David Shaman      | Нідерланди | Японія          | Tetsuya Nakajima        | Японія          |
| 2000 | Копенгаген       | Takeshi Murakami  | Японія     | США             | Brian Rose              | США             |
| 2001 | Нью-Йорк         | Brian Rose        | США        | США             | Raphael Schreiber       | США             |
| 2002 | Амстердам        | David Shaman      | Нідерланди | США             | Ben Seeley              | США             |
| 2003 | Стокгольм        | Ben Seeley        | США        | Японія          | Makoto Suekuni          | Японія          |
| 2004 | Лондон           | Ben Seeley        | США        | США             | Makoto Suekuni          | Японія          |
| 2005 | Рейк'явік        | Hideshi Tamenori  | Японія     | Японія          | Kwangwook Lee           | Південна Корея  |
| 2006 | Міто             | Hideshi Tamenori  | Японія     | Японія          | Makoto Suekuni          | Сінгапур        |
| 2007 | Афіни            | Kenta Tominaga    | Японія     | Японія          | Tetsuya Nakajima        | Японія          |
| 2008 | Осло             | Michele Borassi   | Італія     | Італія          | Tamaki Miyaoka          | Японія          |
| 2009 | Гент             | Yusuki Takanashi  | Японія     | Японія          | Matthias Berg           | Німеччина       |
| 2010 | Рим              | Yusuki Takanashi  | Японія     | Японія          | Michele Borassi         | Італія          |
| 2011 | Ньюарк           | Hiroki Nobukawa   | Японія     | Японія          | Piyanat Aunchulee       | Таїланд         |
| 2012 | Леуварден        | Yusuke Takanashi  | Японія     | Японія          | Kazuki Okamoto          | Японія          |
| 2013 | Стокгольм        | Kazuki Okamoto    | Японія     | Японія          | Piyanat Aunchulee       | Таїланд         |
| 2014 | Бангкок          | Makoto Suekuni    | Японія     | Японія          | Ben Seeley              | США             |
| 2015 | Кембрідж         | Yusuke Takanashi  | Японія     | Японія          | Makoto Suekuni          | Японія          |
| 2016 | Міто             | Piyanat Aunchulee | Таїланд    | Японія          | Yan Song                | КНР             |
| 2017 | Гент             | Yusuke Takanashi  | Японія     | Японія          | Akihiro Takahashi       | Японія          |
| 2018 | Прага            | Keisuke Fukuchi   | Японія     | Японія          | Piyanat Aunchulee       | Таїланд         |

## Реверсі та комп'ютери

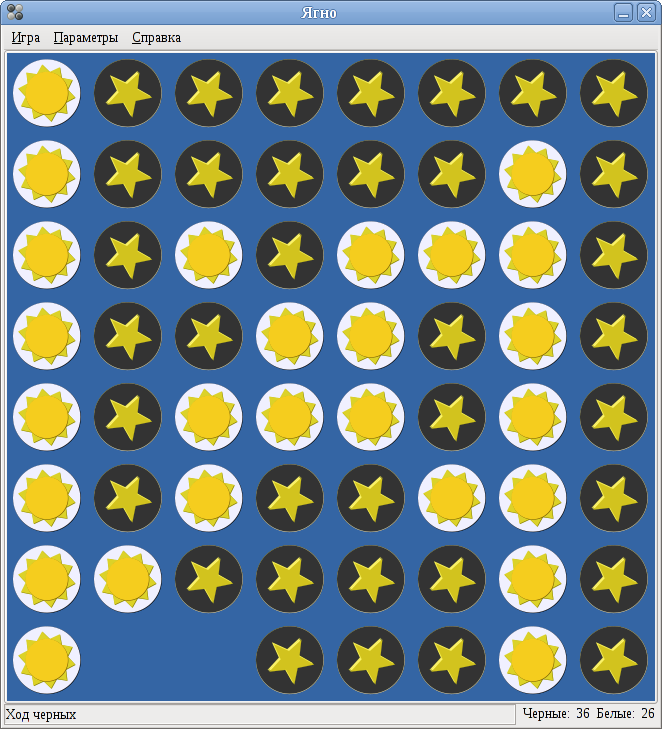
Комп'ютерна версія Реверсі— «Iagno» з набору ігор GNOME Games

нині випущено багато комп'ютерних програм для гри в реверсі, у тому числі і для гри в режимі онлайн. для комп'ютера ця гра є достатньо простою і хороші програми без особливих зусиль обіграють навіть чемпіонів серед людей. Така сила досягається на цьому етапі розвитку техніки алгоритмом альфа-бета відсікання, з використанням великої бази даних партій, що вже відбулись.
У грі існує близько 1028 позицій, і близько 1058 можливих партій.

## Варіанти реверсі

### Реверсіn × n
Існують варіанти реверсі з розміром поля 10  × 10 та більше. Вони не відрізняються від звичайних нічим, крім розміру поля.

### антиреверсі
Відрізняється лише тим, що при підбитті підсумків гри виграє той, у кого фішок менше.

### Реверсі з чорною дірою
Відрізняється лише тим, що одна з клітин дошки (випадково вибирається на початку гри) позначається як «чорна діра». При цьому на неї не можна зробити хід, і фішки з одного боку такої клітини не можуть захопити фішки з іншого.

## Комп'ютерні ігри
Комп'ютерні програми реверсі вже з середини 1990-х років грають набагато сильніше ніж люди. Програма Logistello 1997 року обіграла чемпіона світу Такесі Муракамі 6: 0.
Подібно до багатьох ігор, реверсі достатньо поширені в Інтернеті. Однак, відсутність «культового» статусу, дозволяє наштовхнутися в онлайні на гравців світового рівня (так, наприклад, багато сильні російські отеллісти, включаючи учасників чемпіонатів світу, грають на сайті гамблер.ру, а семиразовий чемпіон світу, видатний майстер гри Хідесі Таменорі досі грає на www.playok.com під ніком becky2002jan). Практично всі ігрові портали, що поважають себе, мають розділ реверсі, однак внаслідок того, що комп'ютери грають набагато краще ніж люди, в Інтернеті вважається за доцільне грати лише бліци (зазвичай до двох хвилин на кожного гравця).
- Iagno — в наборі ігор GNOME Games.